# Canon IVY REC
Canon IVY REC (iNSPiC REC en Japón), es una cámara portátil para actividades al aire libre con forma de clip. 

## Historia
A mediados de 2019 la empresa japonesa de fotografía Canon lanzó una campaña de recaudación de fondos para el lanzamiento de una nueva cámara compacta denominada "IVY REC" con un nuevo concepto de diseño en forma de clip con una mosquetón para enganchar, a través de la plataforma de crowdfunding Indiegogo.
A finales de ese mismo año lanzó al mercado la Ivy Rec, con un precio inicial de 129,99 dólares en Estados Unidos.
En Japón, además de las versiones en 4 colores (azul, rosa, verde y gris), se ha comercializado una con Pikachu, el personaje de la serie de animación japonesa Pokémon.

## Características principales
- Resolución de las fotos 13MP[4]
- Resolución de vídeo: 1080p 60/30fps, 720p 30fps (Live View)
- Sumergible en agua durante un máximo de 30 minutos a una profundidad de hasta 2m
- Resistente a golpes desde hasta 2m
- Conexión Wi-Fi y Bluetooth
- A través de la aplicación Canon Mini Cam se pueden hacer ajustes (calidad de vídeo, foto, GPS, etc.) vía Bluetooth, y transferir las fotos y vídeos al smartphone así como la grabación de vista en directo (live view) mediante Wi-Fi.
- Carga USB y tarjeta microSD

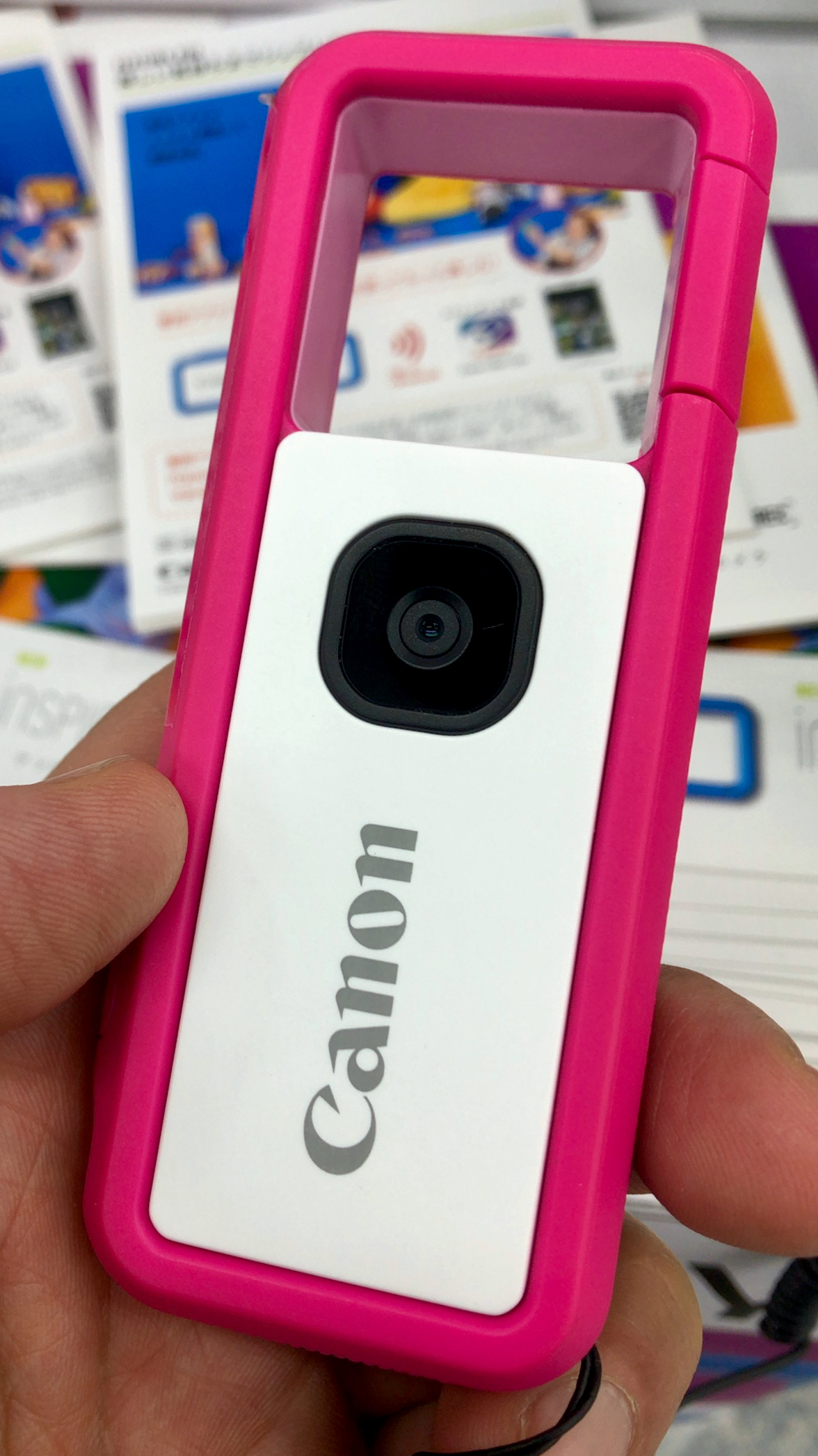
parte frontal
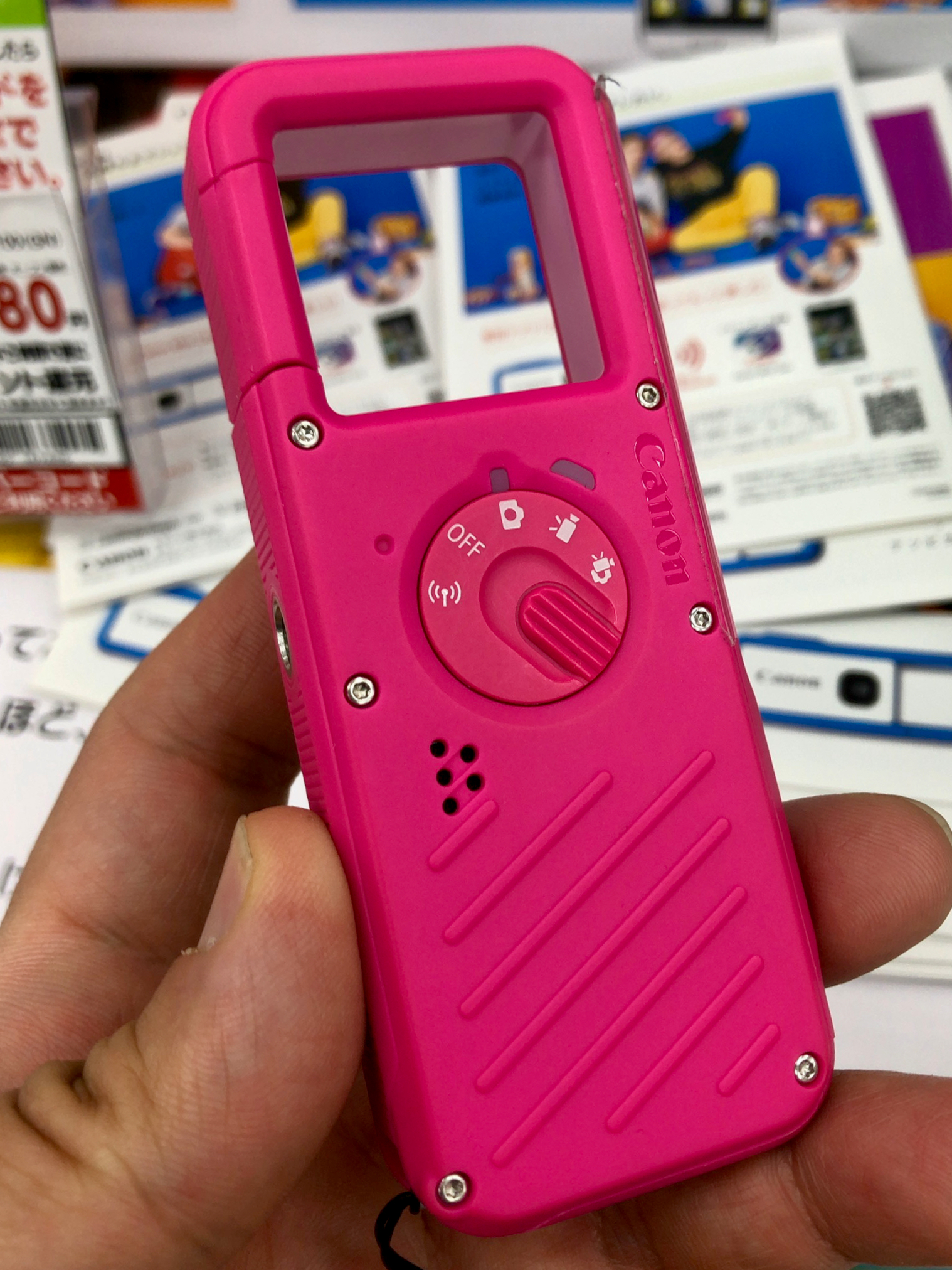
parte trasera
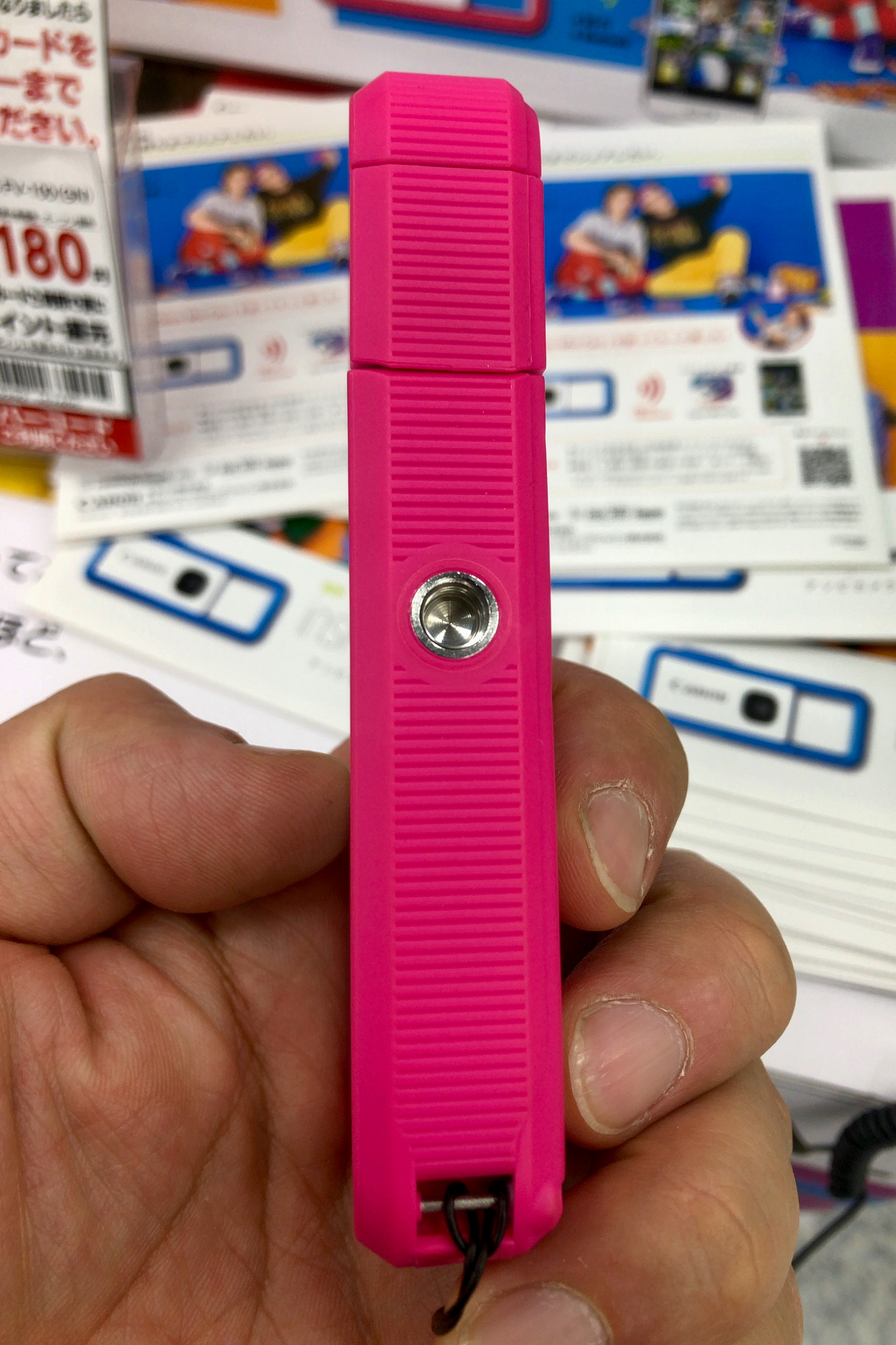
parte lateral
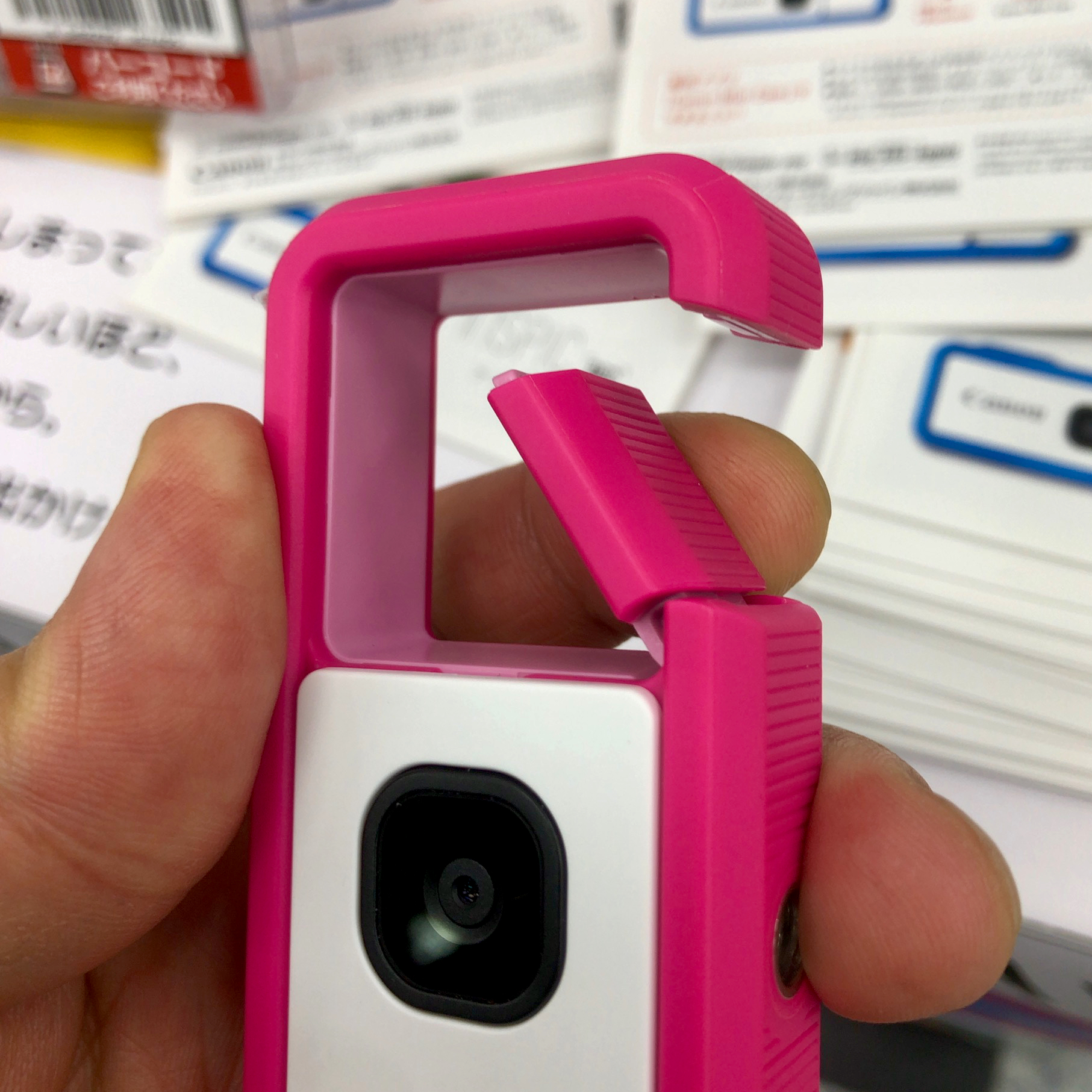
parte frontal superior